# Piroska Oszoli
Oszoli Piroska (nata Névery; Dunaföldvár, 21 gennaio 1919 – Dunaföldvár, 22 marzo 2017) è stata una pittrice ungherese, definita come, "Un'amante del Danubio e della bellezza", in quanto si era specializzata nella pittura di genere, ma anche era fautrice della tecnica en plein air della scuola di István Szőnyi.

## Vita
Nacque a Dunaföldvár, da una famiglia nobile e cattolica, il 21 gennaio 1919. Dopo aver terminato i suoi studi, ha insegnato a Budapest, storia e letteratura. Il suo principale Maestro nella pittura amatoriale fu Ferenc Doór, un famoso pittore della Transilvania.
Dal 1947, dopo il suo ritorno a Dunaföldvár, contemporaneamente all'insegnamento della pittura nella scuola elementare locale, termina la sua istituzione universitaria. Si sposa nel 1949 con István Oszoli, appena ritornato dalla schiavitù di guerra in Unione sovietica, professore di liceo in biologia e chimica, con cui vivevano assieme fino alla morte di lui, avvenuta 2003. Hanno due figli: István, nato nel 1950, e András nato nel 1953. Una volta in pensione, Piroska inizia un intenso lavoro di pittura d'arte individuale. Dipinge, prima il suo villaggio e i suoi dintorni, poi viaggia per tutta l'Ungheria, preferendo i panorami del lago Balaton. Visita poi diversi paesi europei, dall'Italia alla Norvegia, e dalla Germania alla Croazia. Numerose sono le sue esposizioni in Ungheria, anche se molti suoi dipinti sono presenti tutto al mondo dall'Austria al Nuova Zelanda. Muore nella sua casa natale, a Dunaföldvár, all'età di 98 anni, il 22 marzo 2017.

## Onorificenze
- 1996 – Cittadina onorata di Dunaföldvár

## Fonti
- Il suo C.V. in arte dal 2001(HU)
- Galleria con suoi 126 dipinti(HU)

## Noti
1. ↑  Nell'onomastica di questa lingua il cognome precede il nome. "Oszoli" è il cognome.
2. ↑  Ferenc Doór è morto (HU)
3. ↑   Mezzo secolo con spazzola in mano (HU), su teol.hu. URL consultato il 5 aprile 2017 (archiviato dall'url originale il 28 marzo 2017).
4. ↑   L'amante del Danubio e della bellezza (HU), su duol.hu. URL consultato il 5 aprile 2017 (archiviato dall'url originale il 28 marzo 2017).